# Ion Bănescu
Ion Bănescu (n. 1851, Roman, Roman, Moldova – d. 14/27 noiembrie 1909, Constanța, România; după alte surse, născut în 1849), a fost un profesor, politician, istoric, jurist și avocat român. S-a afirmat în învățământ și administrația publică. A studiat la Academia Mihăileană din Iași și a obținut o bursă la Berlin, unde a urmat cursuri superioare de drept și litere și cursuri de arheologie și istorie/geografie.
Lui i se datorează înființarea în 1878 a Muzeului de Istorie Națională și Arheologie

## Activitatea profesională
1. revizor școlar în județele Cahul, Bolgrad și Ismail (din 1874)
2. subrevizor școlar pentru Dobrogea (din 1879)
3. revizor școlar pentru districtul Constanța (1880)
4. a înființat la Constanța prima școală normală de învățători și institutori, al cărui director devine (1893-1896)
5. profesor și apoi director la Gimnaziul „Mircea cel Bătrân”, instituție de prestigiu a orașului Constanța (înființată la 1 septembrie 1896 - liceu în 1911)

Activitatea administrativ-gospodărească
Începe la 1 ianuarie 1900. Ion Bănescu ocupă următoarele funcții în orașul Constanța:
1. președinte al Comisiei Interimare a orașului și apoi consilier comunal (1 ianuarie 1900- 28 mai 1901)
2. primar al orașului (7 februarie 1905 - 11 aprilie 1907)
3. consilier comunal (20 noiembrie 1908, până la data decesului, 14/27 noiembrie 1909)

## Afiliere
1. membru al Societății Geografice din România
2. membru al Institutului Etnografic din Franța

## Realizări
1. în calitate inspector școlar este fondator al învățământului modern în județul Constanța
2. ca primar a avut idei îndrăznețe și a impus planuri ce și-au dovedit valabilitatea în timp
3. sistematizarea orașului în perspectivă și elaborarea unor schițe de sistematizare de către specialiști; ordonarea străzilor pe baza unui plan rectangular
4. zonarea orașului pe funcții economice: rezidențială, comercială, industrială, turistică
5. a inițiat primele amenajări turistice la Mamaia și a susținut promovarea ei ca stațiune
6. pionier al iluminatului public al străzilor în orașului Constanța
7. a avut inițiativa alimentării orașului Constanța cu apă potabilă adusă din Dunăre
8. a susținut lucrările de consolidare a țărmului mării și de realizare a falezei ca un bulevard de promenadă (Bulevardul Regina Elisabeta)
9. a susținut lucrările de construcție a Cazinoului (inaugurat în 1910)
10. a avut inițiativa construirii primei uzine electrice la Constanța
11. a avut inițiativa introducerii în oraș a tramvaielor trase de cai (tramcare)

## Distincții/Decorații
1. Medalie acordată de Secția științifică a Academiei Române pentru lucrarea „Harta etnografică a Dobrogei” (1894)
2. Medalia Muncii, clasa I pentru învățământ (1906)